# 安夷護軍
安夷護軍，十六国时期官名。
后秦时，设置安夷護軍，属于司隶。要墨蠡担任安夷護軍。永和二年（417年），东晋灭後秦。昌武元年（418年），夏国沿置安夷护军，属于雍州。承光二年（426年），安夷護軍被北魏占领。胜光元年（428年），安夷護軍被夏国夺回。胜光三年（430年），北魏废除安夷護軍。